# Franz Skarbina

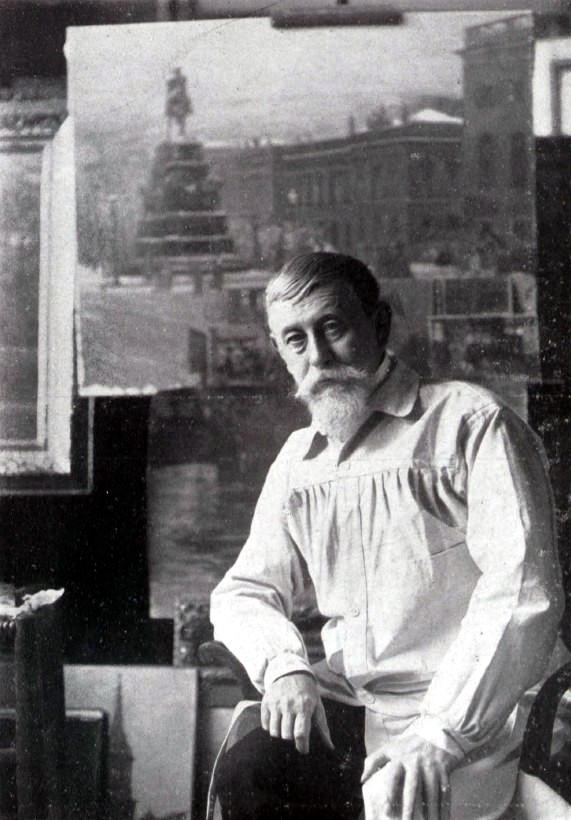
Franz Skarbina fotografiado por Marta Wolff (1909)

Franz Skarbina (* 24 de febrero de 1849 en Berlín; † 18 de mayo de 1910 ibid) fue un pintor , dibujante, grabador e ilustrador impresionista alemán.

## Vida

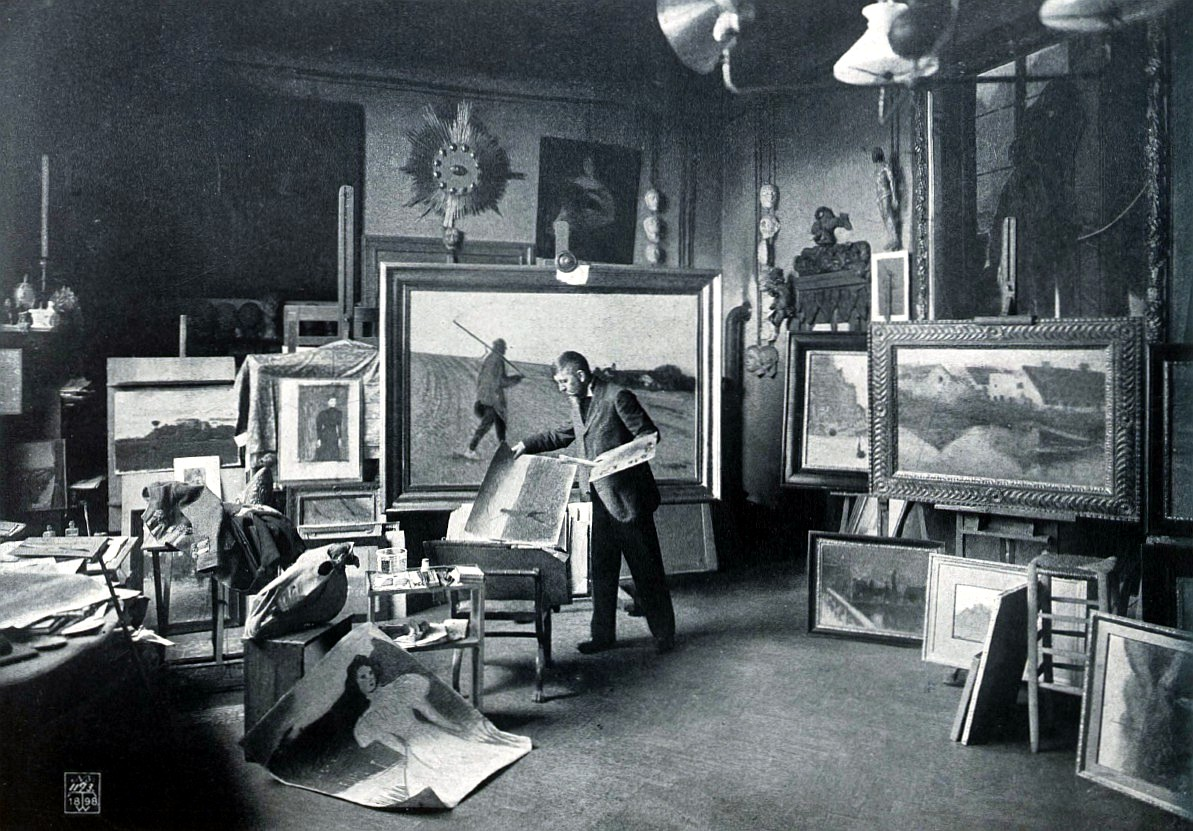
Franz Skarbina en su estudio en 1898

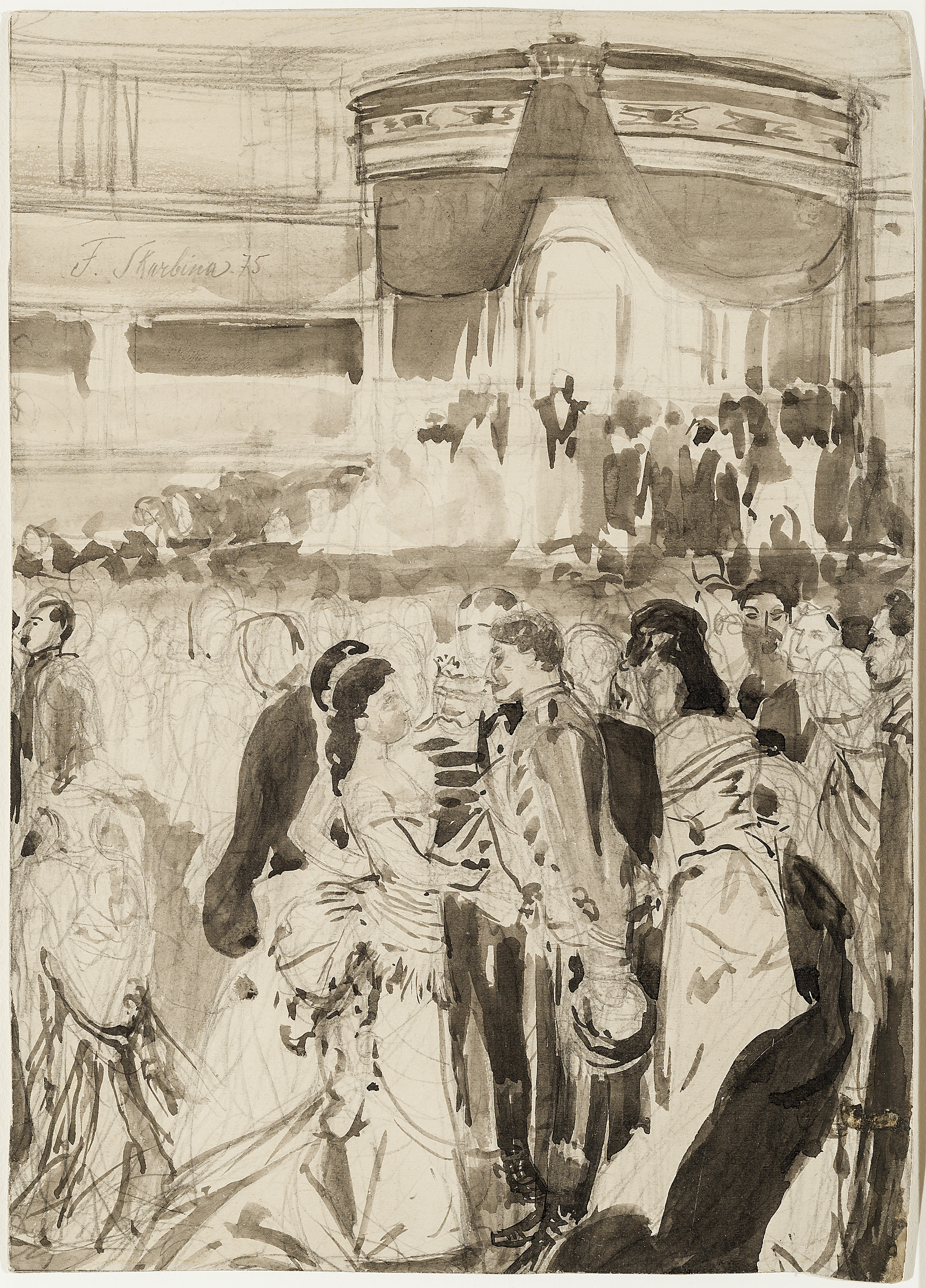
El baile de la ópera, 1875

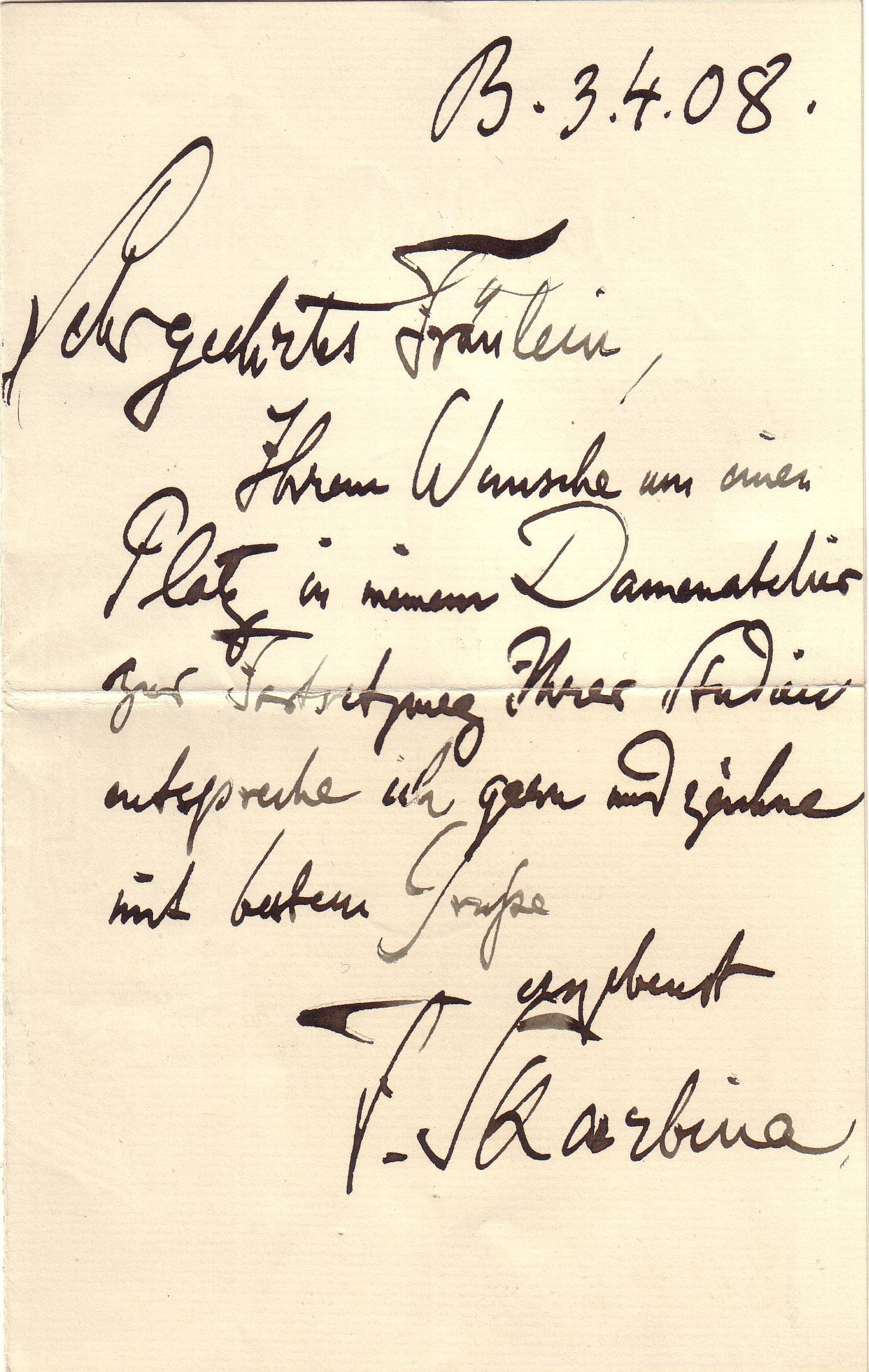
Carta a su alumna Erna von Dobschütz (1908)

Franz Skarbina nació hijo del orfebre Nikolaus Skarbina de Agram, hoy Zagreb, y Henriette Eleonore Kayser, hija de un pintor de escudos de armas en la casa Spittelmarkt de Berlín.
Mantuvo sus propios estudios en la Prinzenstraße 21 (1869) y la Leipziger Platz 3 (1880). Desde febrero de 1893 tuvo un estudio y apartamento en la König-Augusta-Straße 41. Su alumno Paul Hoeniger también vivió allí.
Skarbina se caracterizó a lo largo de su vida por un pronunciado sentido de la realidad, por lo que su desarrollo artístico estuvo influenciado principalmente por el realista Adolph Menzel.
En los años 1865-1869 estudió en la Academia de Bellas Artes de Berlín. Después de dos años de tutoría privada (1869-1871) de las hijas del conde Friedrich von Perponcher-Sedlnitzky (mayor general prusiano à la suite, hasta 1888 Oberhofmarschall del Kaiser, luego chambelán) viajó a Dresde, Viena, Venecia, Múnich, Nuremberg y Merano. En 1877 Skarbina realizó viajes de estudio a Holanda, Bélgica y Francia, permaneció en París durante mucho tiempo y, bajo la influencia de los impresionistas franceses, pintó escenas animadas de las calles de la ciudad, lugares de entretenimiento y teatros.
En 1878 se convirtió en profesor asistente en la academia, en 1881 enseñó dibujo anatómico y teoría de proporciones en el instituto de enseñanza del Kunstgewerbemuseum de Berlín.
En 1882 vivió en París y a partir de 1883 participó en exposiciones del Salón de París. También en 1885/1886 pasó un año en París con visitas de estudio al norte de Francia, Bélgica, Holanda. Ese fue probablemente su mayor período creativo.
En 1888 se convirtió en profesor titular en la Academia de Bellas Artes. En 1889 participó en la exposición del centenario de la Revolución Francesa. En 1892 fue elegido miembro de la academia de artistas y en 1904 incluso fue nombrado miembro de su senado. En 1893, sin embargo, renunció a su puesto de profesor después de que surgieran diferencias con Anton von Werner a raíz del “caso Munch”.
En 1892, junto con Max Liebermann y Walter Leistikow, fue uno de los fundadores del grupo de los once en Berlín, donde estalló un escándalo ese mismo año por una exposición de Munch. En 1893 estaba de vuelta en el norte de Francia y Holanda. En 1895 se convirtió en miembro de la junta directiva de la revista Pan.
En 1898 fue cofundador de la Secesión de Berlín, pero regresó a la Asociación de Artistas de Berlín en 1902 y también recibió encargos oficiales. También en 1898 se convirtió en miembro correspondiente de la Secesión de Viena y aprovechó así las oportunidades de exposición allí.
Desde 1898, Franz Skarbina fue miembro del jurado de Ludwig Stollwerck para evaluar los borradores de los concursos de cuadros y álbumes de coleccionista de Stollwerck. Otros jueces fueron Emil Doepler, Woldemar Friedrich y Bruno Schmitz de Berlín y socio de la empresa Stollwerck.

Skarbina se hizo muy popular en su época con una imagen bastante patética de los mítines frente al Palacio de la Ciudad de Berlín después de las elecciones al Reichstag del 6 de febrero de 1907.

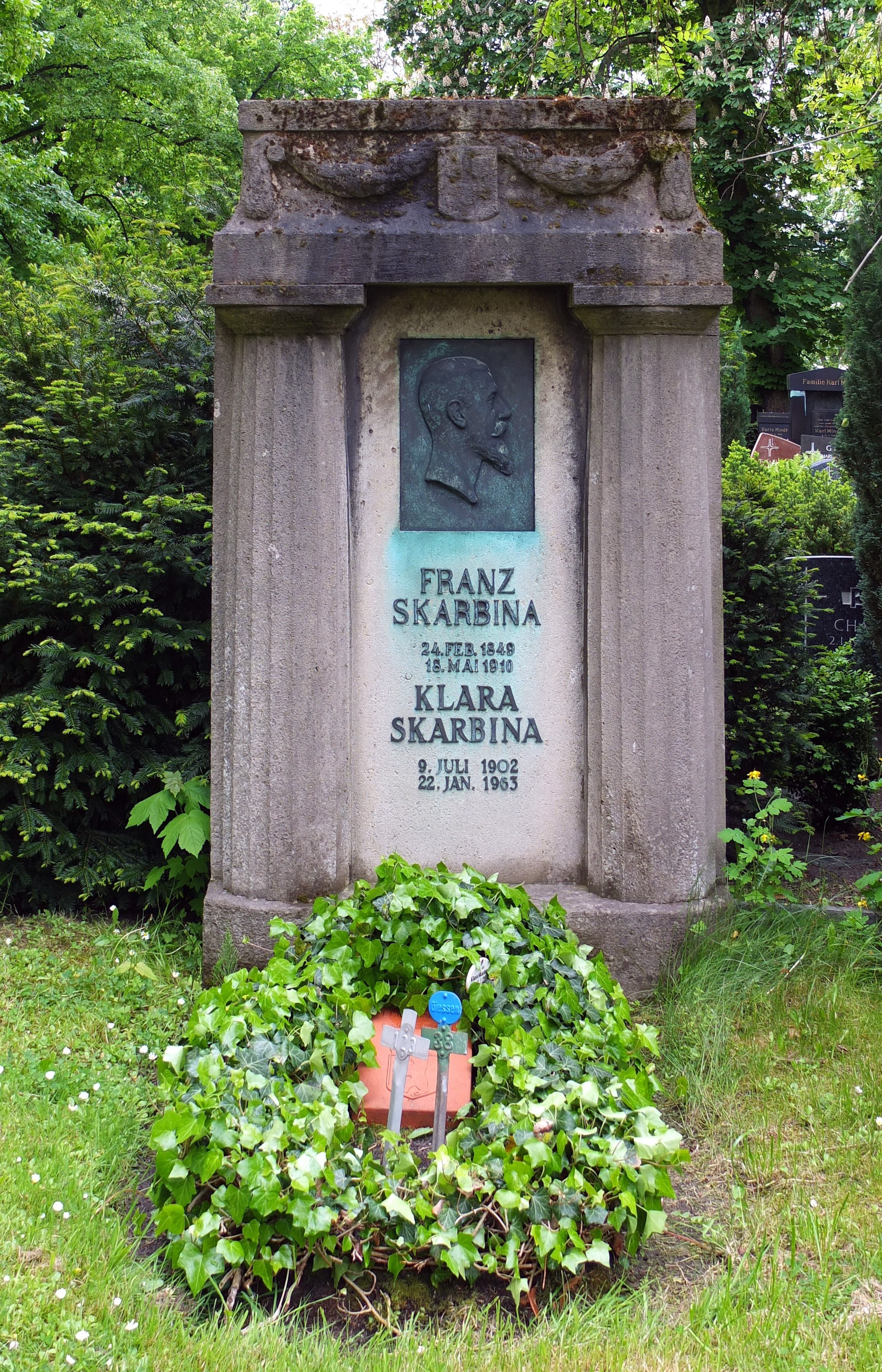
Tumba de Franz Skarbina; hoy una tumba honoraria del estado de Berlín

Skarbina falleció el 18 de mayo de 1910 a la edad de 61 años en su apartamento de la König-Augusta-Strasse, 41 con una enfermedad renal aguda que le había aparecido solo ocho días antes. Su tumba se encuentra en el antiguo cementerio de la parroquia de St. Jacobi en Berlín-Neukölln, en Hermannplatz. Su lápida está decorada con un retrato en relieve de Skarbina, realizado por el escultor Martin Schauss .
La propiedad del artista se quemó durante la Segunda Guerra Mundial. Las obras sobrevivientes ahora se distribuyen por todo el mundo. Muchos museos alemanes también poseen obras del artista.

## Obras (selección)
- 1872 Hotel de Roma

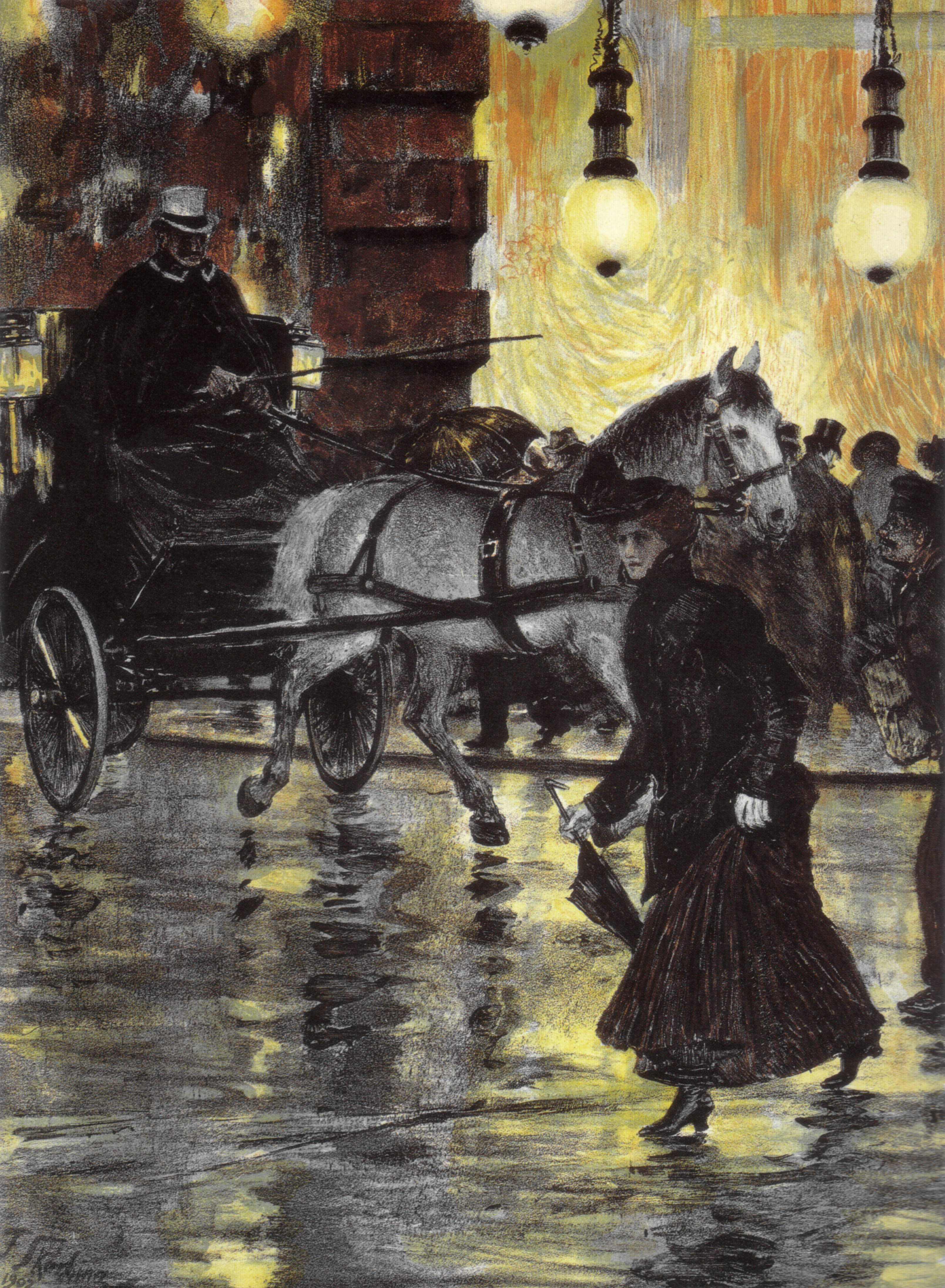
Franz Skarbina: Friedrichstrasse en Berlín en una tarde lluviosa de 1902

- 1878 Un despertar: el despertar de un suicidio aparentemente muerto en anatomía
- 1885 Detrás de Nollendorfplatz
- 1886 Día Nacional de Francia el 14 de julio en París
- 1887 Vista desde la ventana de la esquina del Kaiser
- 1890 Vista de Belle-Alliance-Platz desde Hallesches Tor
- 1891 La pandilla de la panadería en Hamburgo
- 1892 El mercado navideño de Berlín
- 1895 Un paseo de invierno
- 1899 fábricas de lignito en Clettwitz (Lausitz)
- Serie de imágenes de 1900 "De la gran ciudad" para Stollwerck
- 1902 Federico el Grande con sus campanas de viento en Sanssouci
- 1902 Friedrichstrasse en Berlín
- 1904 La Iglesia de Bohemia en Berlín
- 1906 Profesor von Bergmann durante una operación ocular
- 1910 Gendarmenmarkt en Berlín

## Premios y honores
- Pequeña Medalla de Oro de la Exposición Internacional de Arte de Berlín (1891)
- Gran Medalla de Oro de la Gran Exposición de Arte de Berlín (1905)

Una calle en el distrito de Lichtenrade de Berlín lleva su nombre.

## Galería

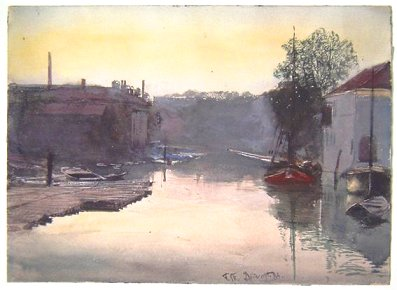
Dordrecht (1884)
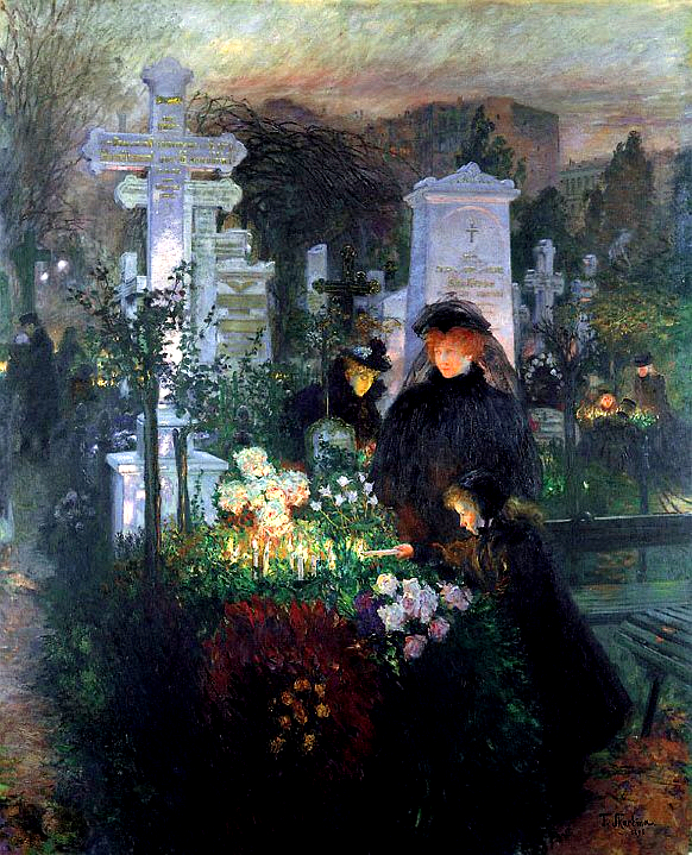
Día de los difuntos (1896)
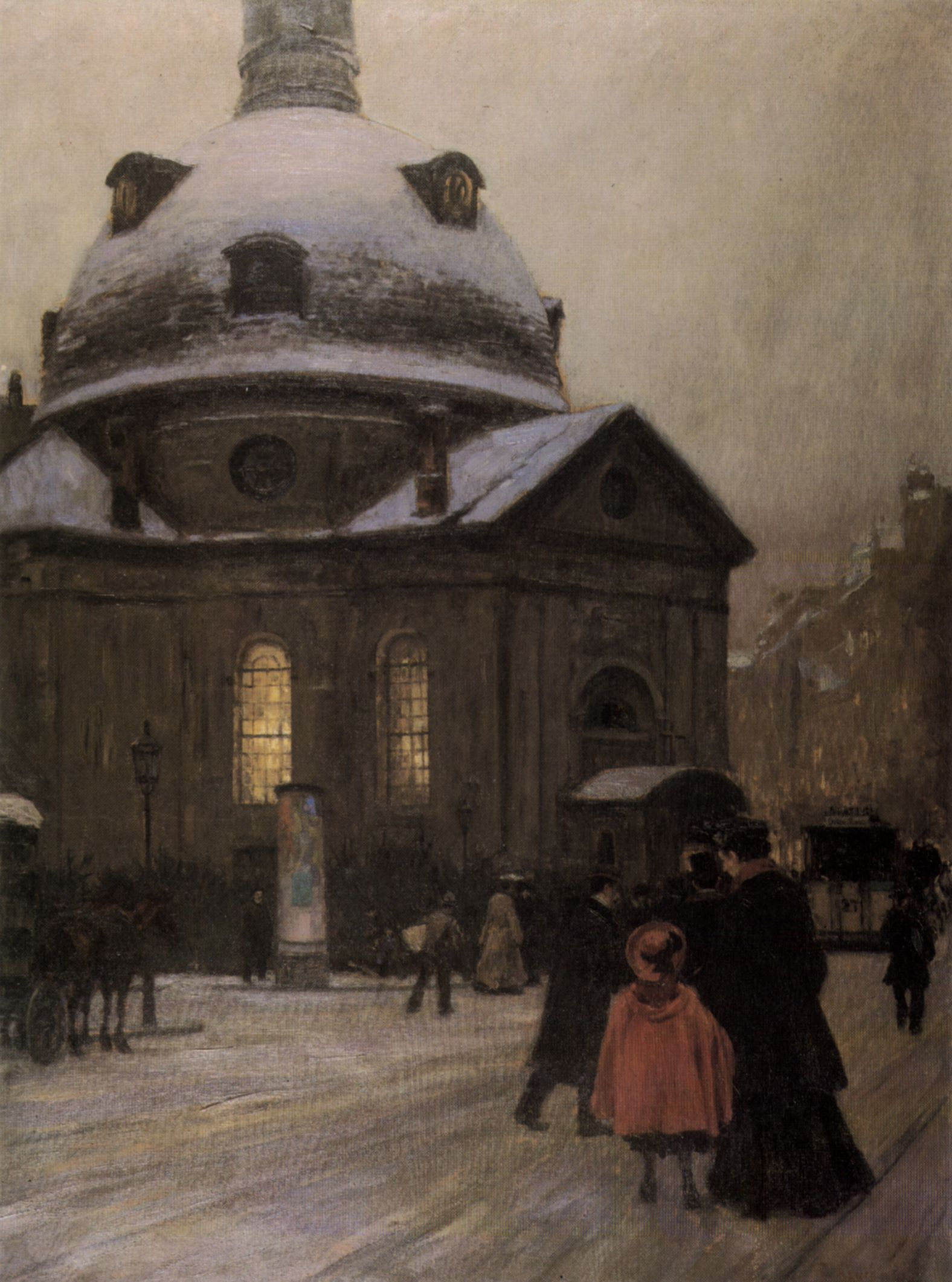
Iglesia Bohemia en Nochebuena (c. 1903)
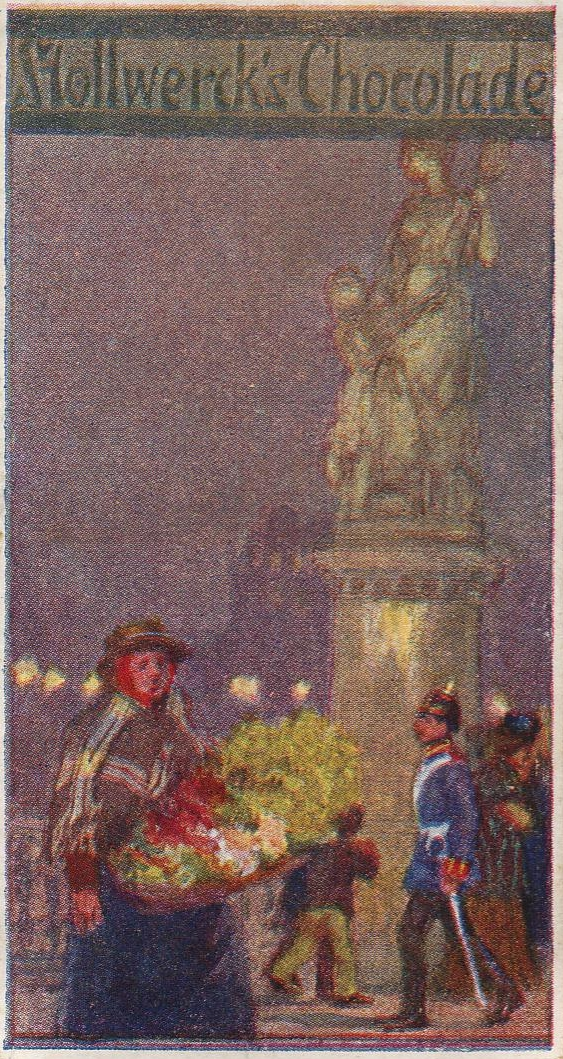
La mujer de las flores en Hallesches Tor (1900)
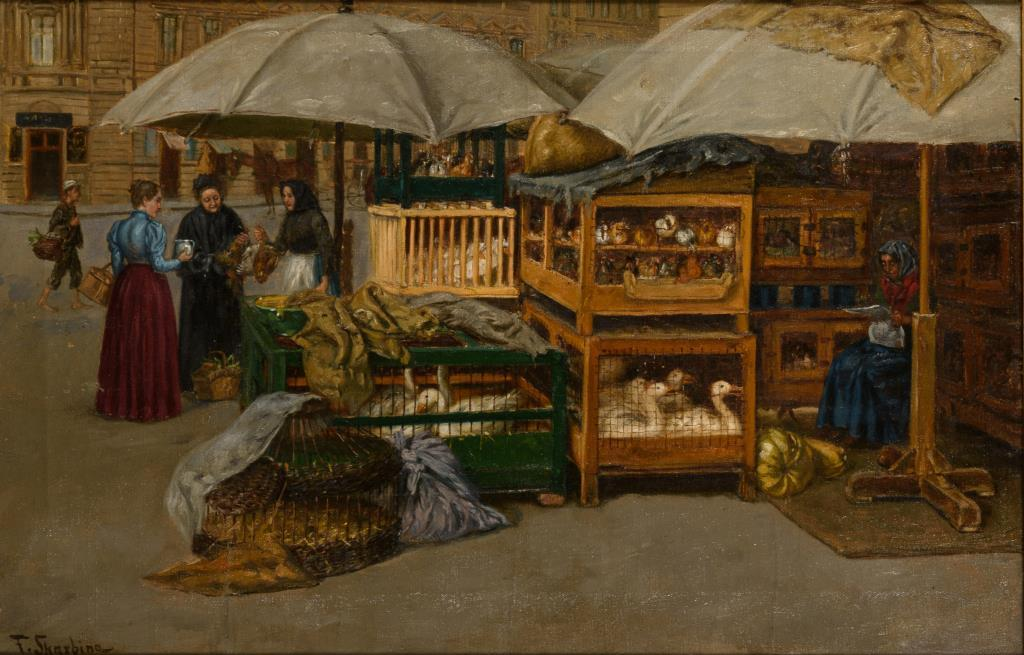
Franz Skarbina Geflügelmarkt
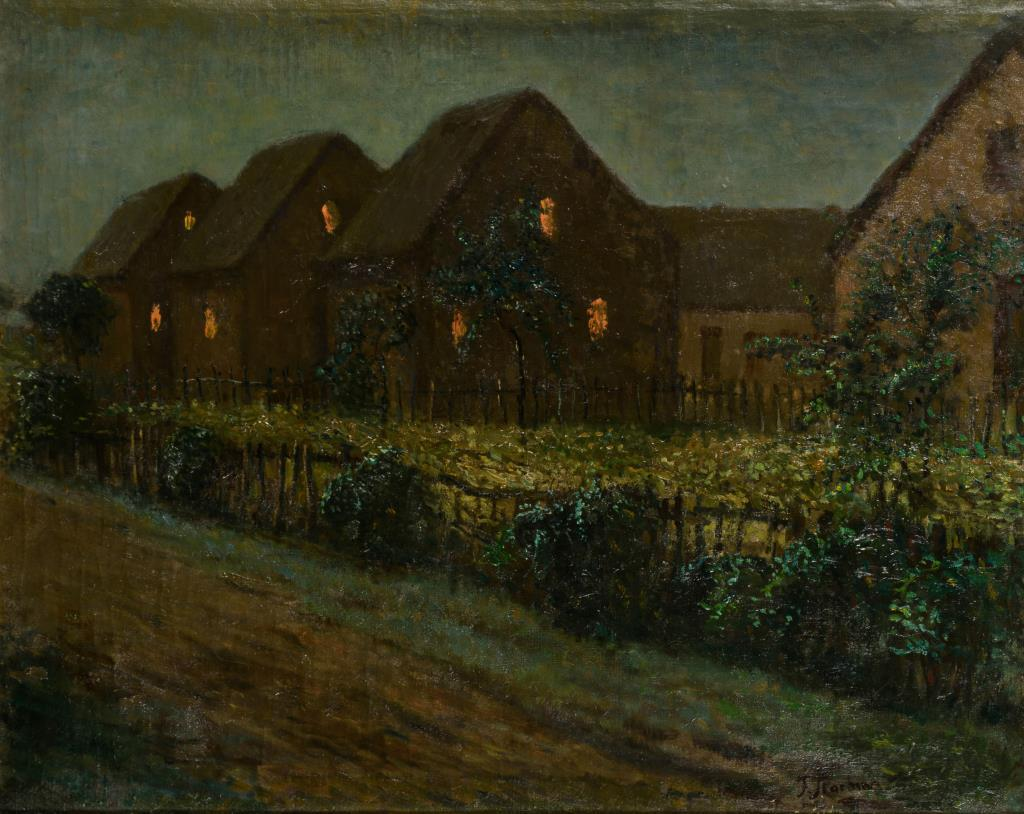
Franz Skarbina Häuser in der Abenddämmerung
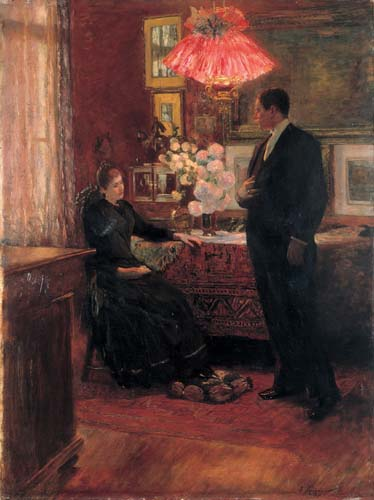
Franz Skarbina Später Flirt
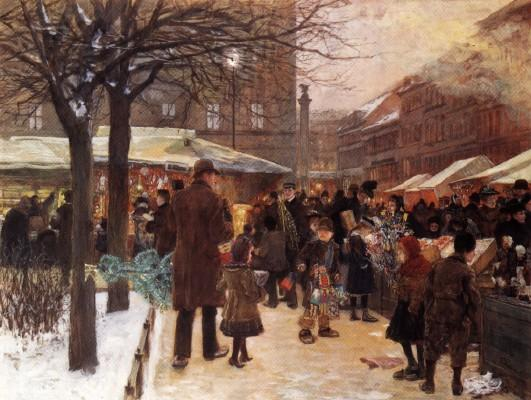
Franz Skarbina Weihnachtsmarkt Berlin
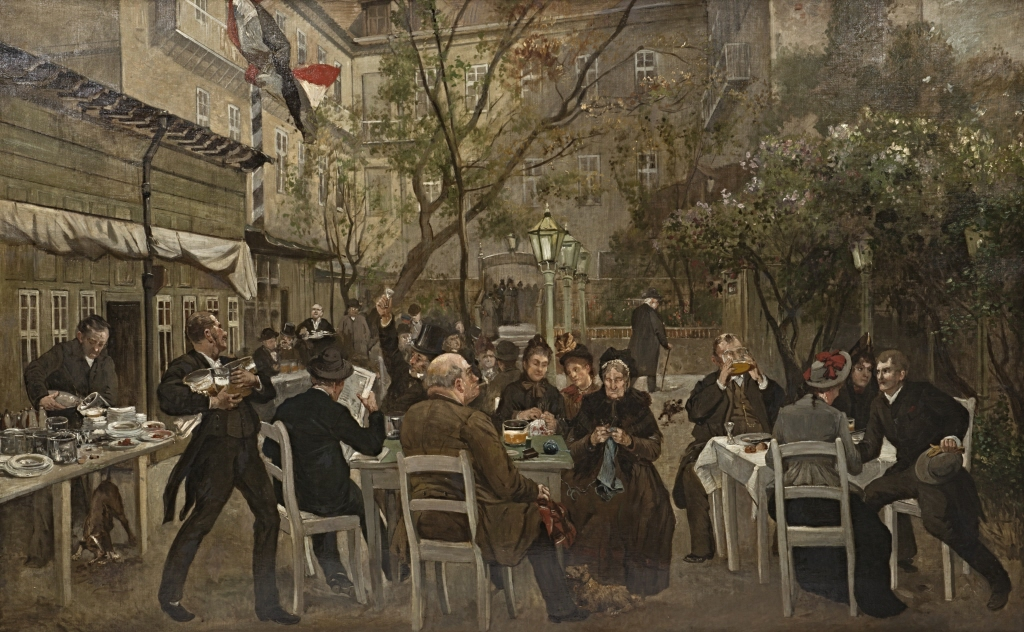
Franz Skarbina - Weißbierausschank im Hinterhofgarten
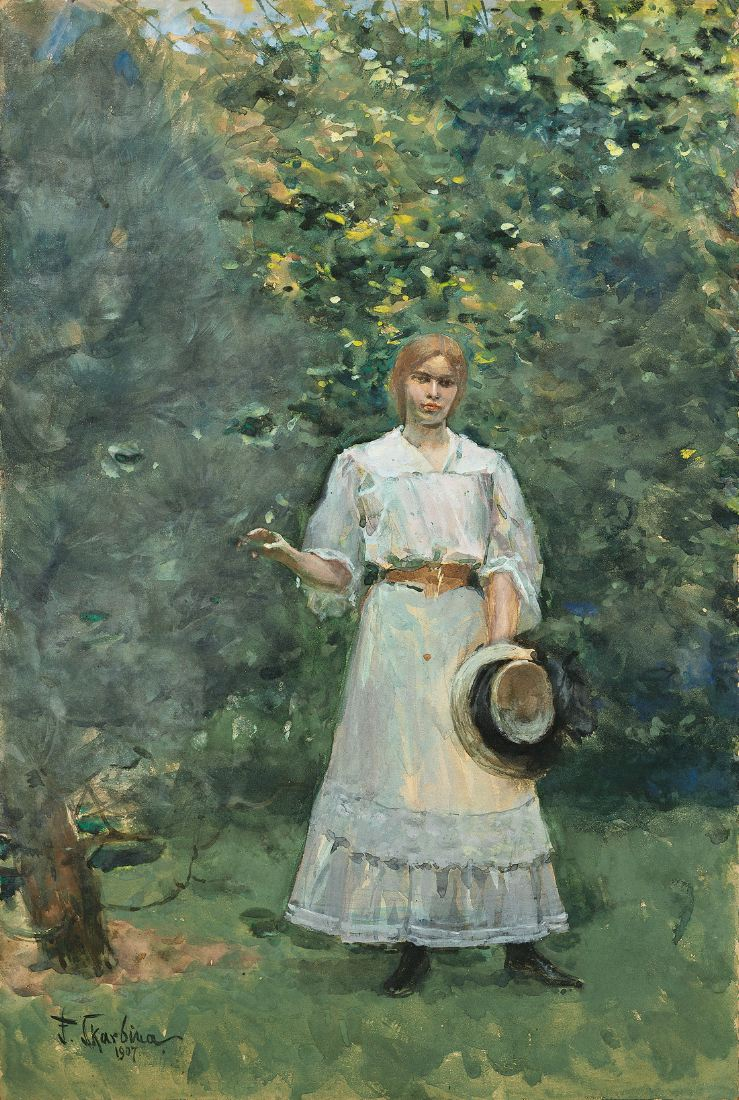
Franz Skarbina Junges Mädchen im Garten
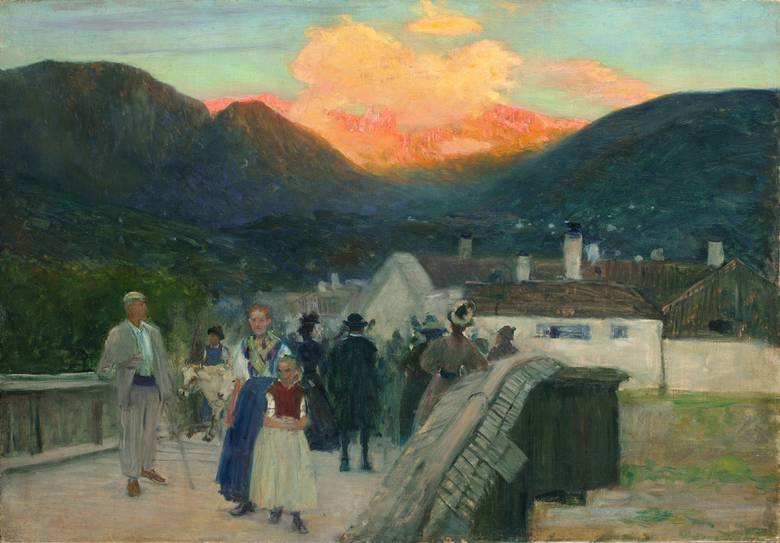
Franz Skarbina Dorf- und Stadtbewohner auf einer Brücke bei Alpenglühen c1900
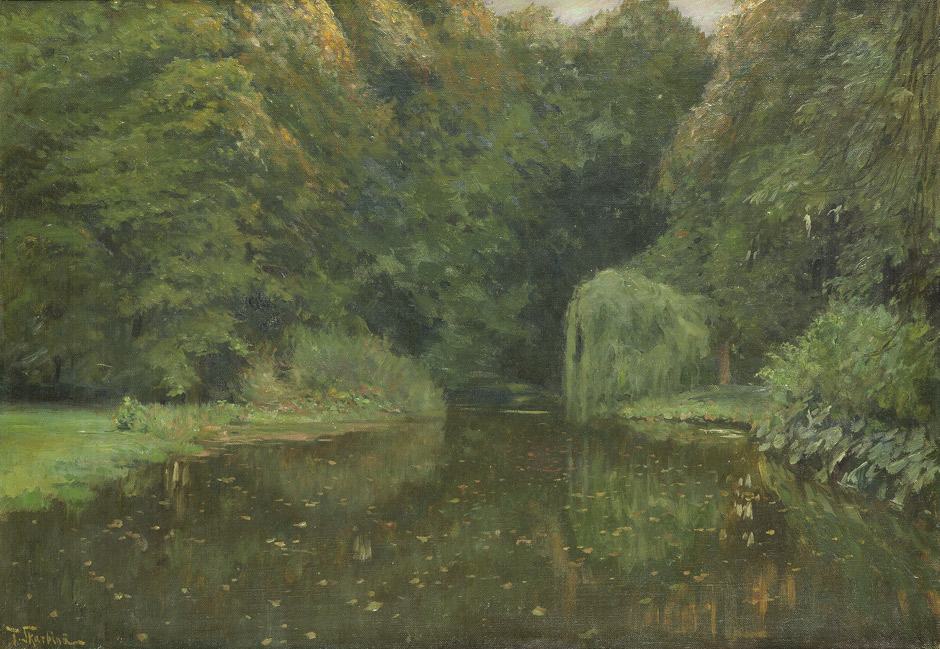
Skarbina Parkweiher Partie im Tiergarten
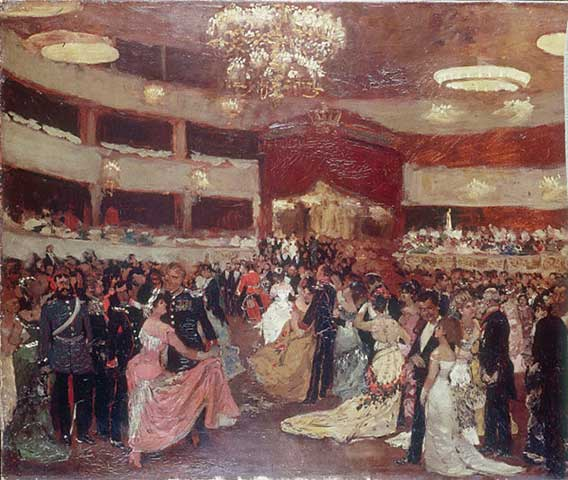
Skarbina Opernhausball
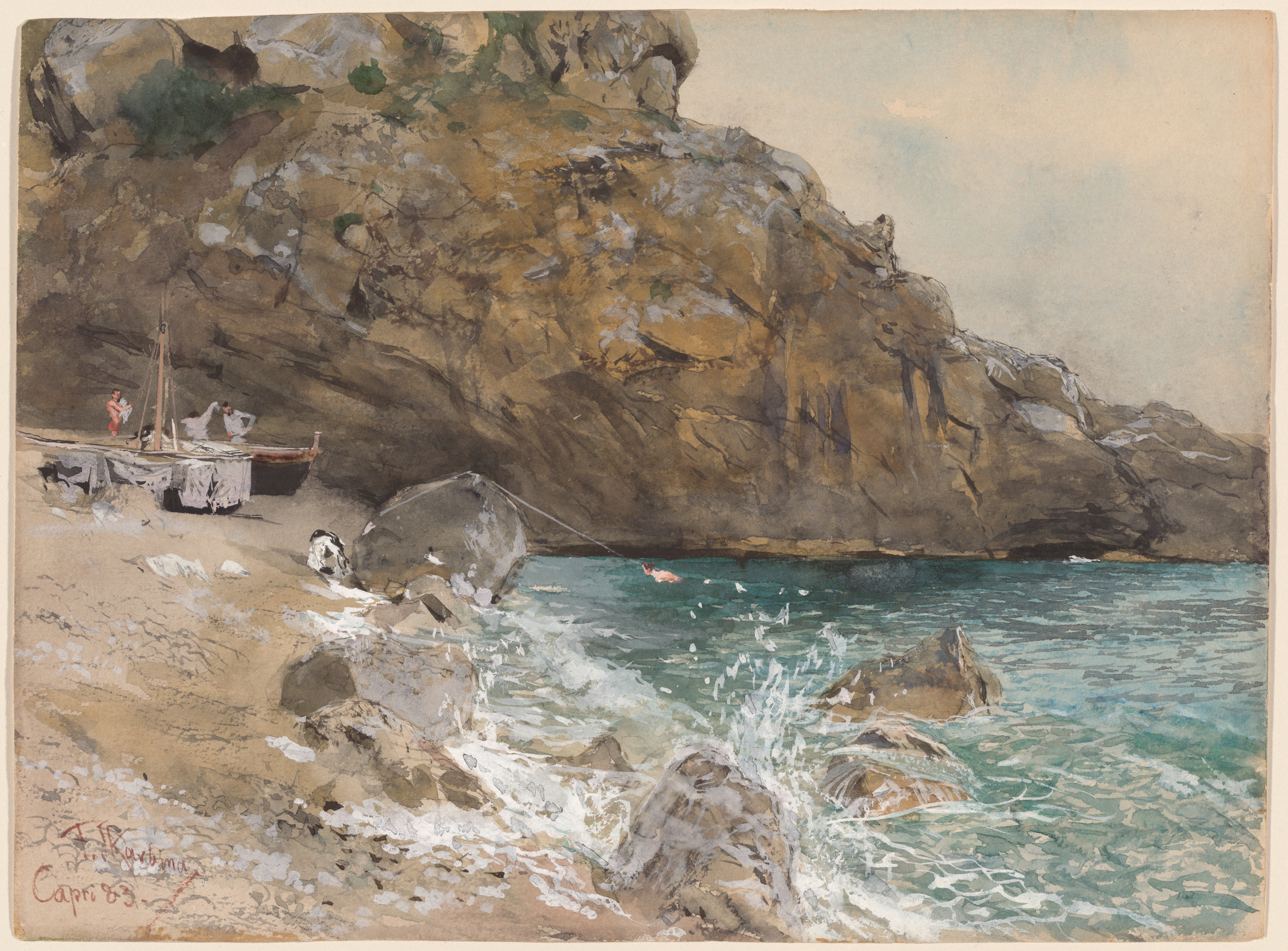
Franz Skarbina, The Beach at Marina Piccola, Capri, 1883